# Raccourci (arts graphiques)
Pour les articles homonymes, voir Raccourci.

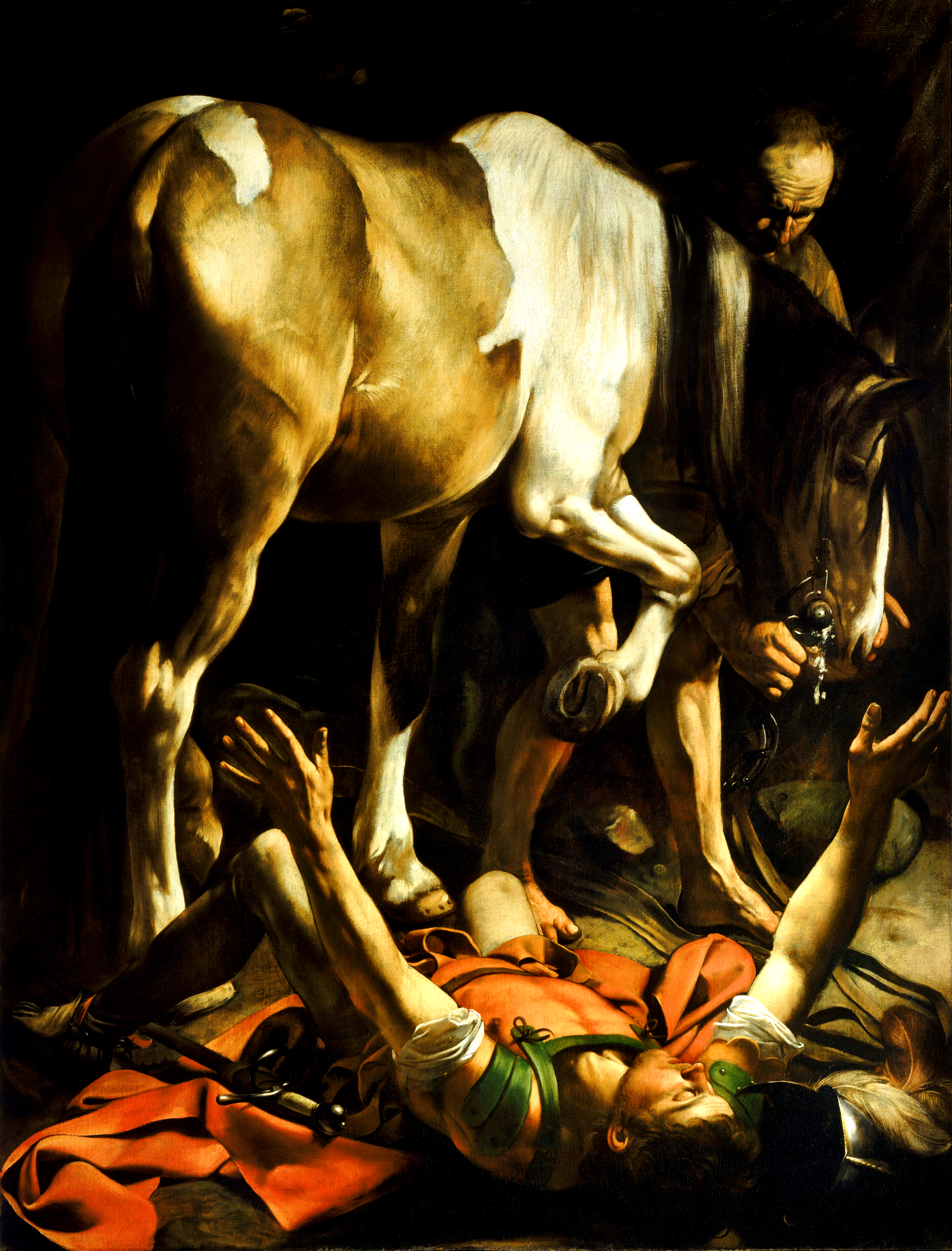
La Conversion de saint Paul du Caravage présente le saint, à terre, et son cheval vus en raccourci.

Le raccourci, dans les arts graphiques figuratifs, est l'application de la perspective appliquée à la figure humaine et aux autres formes dont le spectateur connaît les proportions. Représentés vus « du bout », ils sont plus courts sur le dessin que ce qu'ils sont habituellement.
La maîtrise du raccourci — problème habituel de l'apprentissage du dessin de la figure — a servi de preuve de compétences aux époques auxquelles les artistes et leurs commanditaires ont valorisé l'imitation de la nature.
Des raccourcis accentués constituent un effet surprenant et servent une intention dramatique.

## Fonction
Le raccourci, en tant que partie de la perspective, sert à donner à la représentation plate d'objets en volume l'apparence de la profondeur ; il témoigne de la virtuosité de l'artiste dans l'observation.
Certains styles ou courants de peinture recherchent des points de vue donnant des raccourcis exagérés, qui constituent un effet visuel étonnant. C'est toujours le cas dans les vues plafonnantes, que le spectateur regarde dans une position inhabituelle.

## Histoire
Le raccourci s'observe dès l'Antiquité, sur des céramiques grecques et des fresques murales gréco-romaines. Il atteste de l'intérêt particulier que portent les artistes de ces époques à la représentation spatiale d'après l'imitation de la nature et pour les effets spectaculaires.
Durant l'époque médiévale, les artistes recherchent des formes symboliques et l'aspectivité. Pour composer leurs images peintes et y suggérer l'effet de la profondeur, ils construisent des représentations en plans et superposent les sujets représentés les uns sur les autres.

### Renaissance
Un élève de Giotto, Stefano de Florence, fut au XIVe siècle selon Luigi Lanzi le premier artiste à s'essayer aux raccourcis en peinture  ; sans parvenir aux résultats escomptés, il contribua à améliorer les représentations en perspective des architectures dans la peinture de son époque.

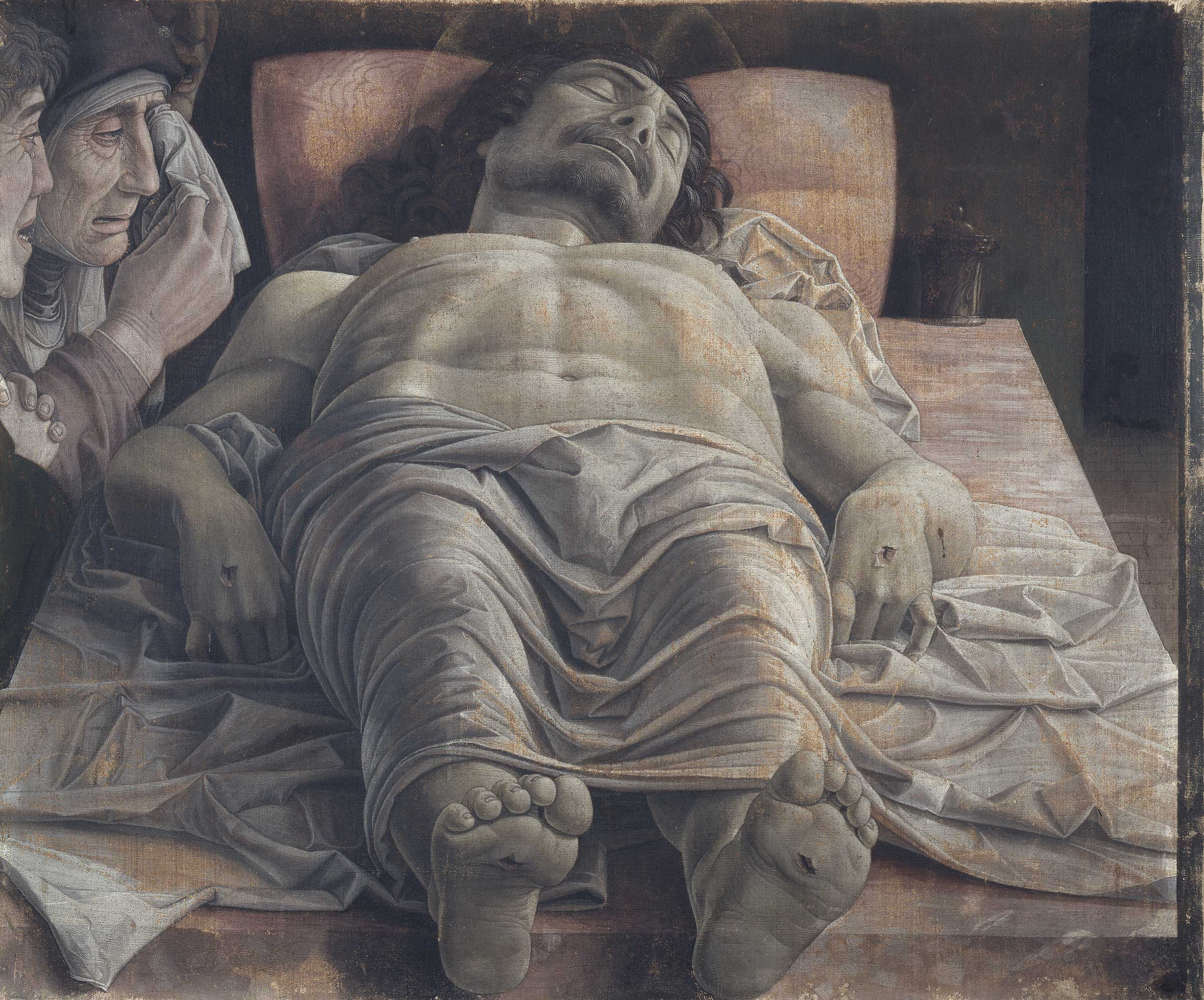
La lamentation sur le Christ mort d'Andrea Mantegna (1480).

Les artistes de la Renaissance théorisent la représentation mimétique et exaltent la perspective axiale. Les intellectuels et érudits de la première moitié du XVe siècle découvrent l'approche qui était faite de la perspective pendant l'Antiquité romaine grâce aux collations et aux traductions des manuscrits du traité De architectura de Vitruve. Le rapport du spectateur à l'image change profondément à cette période. L'image peinte devient une sorte d'illusion. 
Dans son traité De pictura, Leon Battista Alberti théorise l'espace pictural : le tableau est un monde, dans lequel l'espace spatial de la scène représentée est construit, et son cadre est entendu comme une fenêtre sur ce monde. Cette nouvelle pensée figurative et le développement du dessin d'observation permettent aux artistes d'expérimenter de nombreuses techniques de perspective, dont le raccourci qui permet de renforcer l'effet de profondeur de leurs compositions peintes. La perspective doit être dès lors naturelle (car la représentation peinte imite le réel), mais aussi artificielle (car la représentation peinte est construite grâce à un trame géométrique).
Le maniérisme joue avec toutes les difficultés de représentation, et cultive le raccourci dans la peinture.

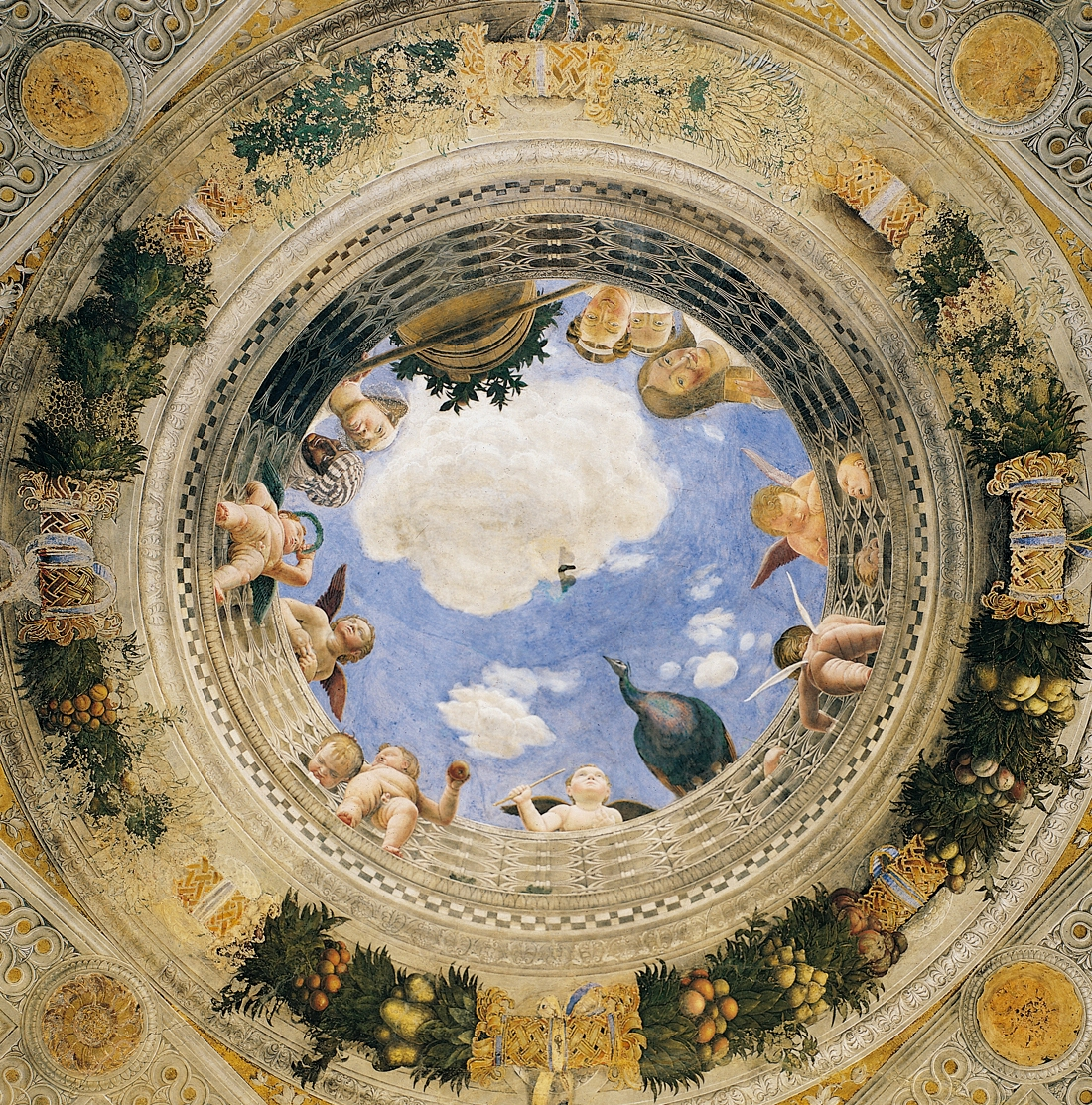
La chambre des époux d'Andrea Mantegna présente les raccourcis des vues plafonnantes.

L'expression italienne Di sotto in sù, traduite de dessous vers le haut en français, désigne la réduction des corps vus en perspective de dessous (ou depuis le dessous). Il s'agit d'un effet de perspective très accusé. Le peintre représente ses sujets en contre-plongée, donnant ainsi l'illusion d'une grande verticalité et d'une échappée céleste vertigineuse à sa composition.
Sur la voûte du plafond de La Chambre des Époux, à Mantoue, Andrea Mantegna a représenté un oculus ouvert sur le ciel ; la perspective est ici construite selon un axe vertical ascendant. Les corps des putti sont représentés, non pas parallèles à la surface de la voûte (support de l'illusion), mais en raccourci, presque perpendiculaires à celle-ci. Une utilisation plus conséquente de cette formule s'observe au XVIe siècle, dans les œuvres du Corrège notamment.

### Époque moderne

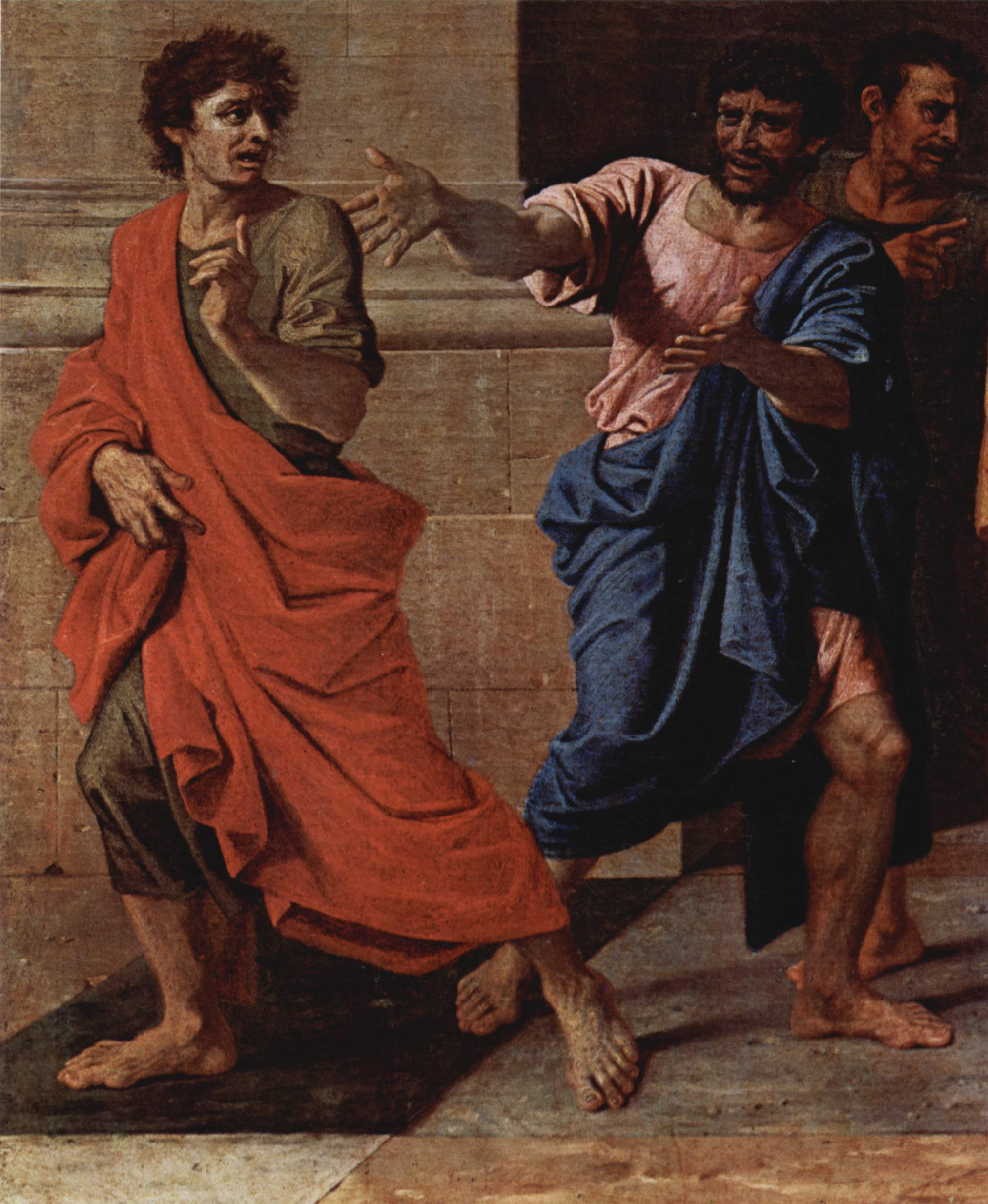
Le Christ et la femme adultère (détail). Nicolas Poussin (1653).

Au début du XVIIe siècle, des peintres comme le Caravage utilisent le raccourci pour accentuer l'effet de présence et les actions dramatiques. Au rebours, Nicolas Poussin, qui estime que la beauté réside dans la justesse des proportions, préconise un usage modéré. Le classicisme, en réaction contre les excès du maniérisme, réprouve le raccourci, et préconise de montrer, autant que possible, les figures dans leurs proportions idéales, dans une vue frontale.
Paul Souriau impute cette option, à l'époque où l'opposition entre l'avant-garde artistique et l'académisme structure l'esthétisme, à une déficience de l'esprit ; « dans le tableau », écrit-il, le raccourci « ne pourra choquer qu'un spectateur dépourvu d'imagination, et qui ne sait pas voir une figure dans l'espace ». À la même époque, Jules Adeline met en garde les élèves : « les raccourcis désagréables d'aspect ou incompréhensibles sont des écueils à éviter ».

### Époque contemporaine

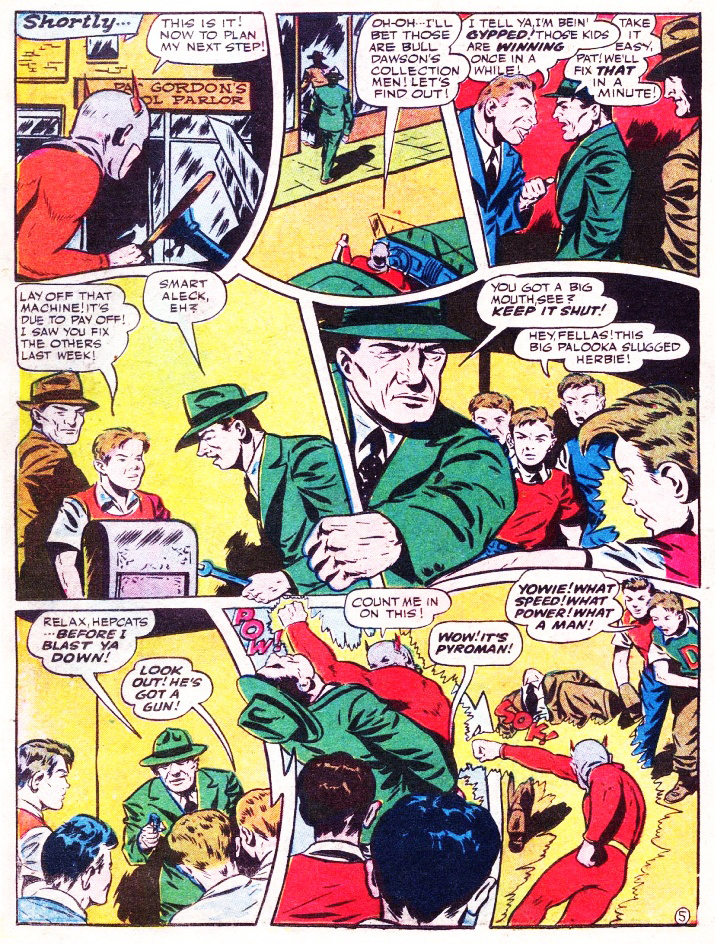
Raccourcis dans une revue de comics.

À l'époque moderne, la peinture se détache de la figuration dont la critique d'art dénonce l'illusionnisme ; mais la bande dessinée, dont surtout les comics basés sur les super-héros utilisent fréquemment le raccourci à des fins dramatiques.
L'historien de l'art Jean Rudel remarque que, dès les années 1950, des courants artistiques et des artistes contemporains se saisissent à nouveau de la question du raccourci en l'adaptant dans leurs pratiques artistiques. Le courant de l'art cinétique, qui produit des œuvres en mouvement, se sert notamment de cette technique afin de générer des illusions d'optique. Certains artistes de ce mouvement, tels que Gianni Colombo et Davide Boriani, ont expérimenté avec les angles de photographie et des installations en suspension dans l'espace. Cette adaptation du raccourci permet de créer un nouvel ensemble de jeux optiques entre l’œuvre et le spectateur.